# علی دادمان
علی دادمان فعال اقتصادی و سیاستمدار ایرانی بود که بر اثر بیماری سرطان در روز ۷ تیر ۱۳۹۵ درگذشت. وی در ۱ آذر ۱٣۵٩ در تهران به دنیا آمد او از فعالان سیاسی پس از انقلاب بود . تحصیلات دانشگاهی خود را در رشته مهندسی عمران در دانشگاه خواجه نصیرالدین طوسی به پایان رساند. او قائم مقام مدیرعامل و عضو هیئت مدیره شرکت مهندسی تکنوتار، مدیریت بخش دریایی شرکت سرمایه‌گذاری مهر اقتصاد ایرانیان و مجری طرح توسعه فرودگاه بین‌المللی امام خمینی بوده‌است.
علی دادمان، فرزند رحمان دادمان، وزیر راه دولت محمد خاتمی است که در سال ۱۳۸۰ در یک سانحه هوایی پرحاشیه درگذشت. برادر او محمدمهدی دادمان نیز به عنوان رئیس حوزه هنری انقلاب اسلامی انتخاب شده است.

## زندگی
علی دادمان با محمدمهدی همت و برخی از فرزندان شهدای جنگ ۸ ساله علاوه بر دوستی در فعالیت‌های اقتصادی نیز همکار شد. از جمله در شرکت تکنوکار و اجرای پروژه بزرگ توسعه فرودگاه امام خمینی همکاری کردند.
شرکت تکنوکار از زیرمجموعه‌های شرکت سرمایه‌گذاری مهر اقتصاد ایرانیان است که به بانک مهر اقتصاد تعلق دارد. بانک مهر اقتصاد که سرمایه اولیه آن با هدیه رهبر جمهوری اسلامی تأمین شده، یک مؤسسه مالی وابسته به سازمان بسیج است.
پس از آن که جمهوری اسلامی ایران به دلیل فعالیت‌های هسته‌ای تحت تحریم‌های گسترده قرار گرفت، حاکمیت از بدنه اجتماعی خود خواست تا مانند دوران جنگ با عراق، با نظام تحریم‌ها هم مقابله کند. علی دادمان از جمله «بسیجیان اقتصادی» بود که طبق تبلیغات رسمی با «فداکاری» تلاش می‌کردند تأثیر تحریم‌ها علیه ایران کم شود حتی محمدحسین صفار هرندی، مشاور فرمانده سپاه او را «چریک اقتصادی» دوران تحریم نامید.

هنگامی که سید علی خامنه‌ای در سال ۱۳۹۳ در بیمارستان بستری شد و شخصیت‌های نزدیک به حکومت برای عیادت با او به بیمارستان رفتند، علی دادمان هم از جمله افرادی بود که اجازه ملاقات یافت.

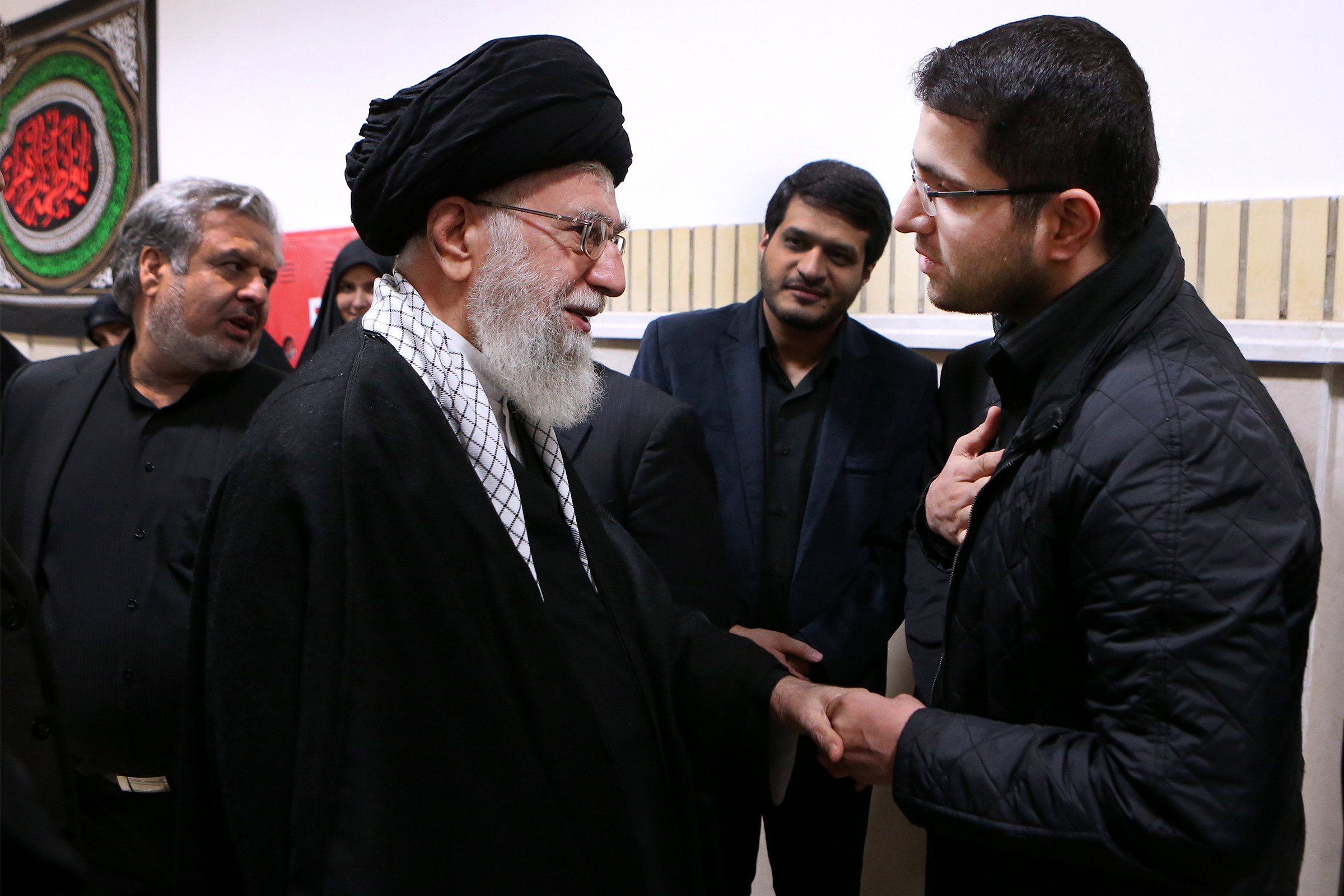
گفتگوی علی دادمان با سید علی خامنه ای

## بیماری و درگذشت
وی در بازگشت از یک سفر خارجی به‌طور ناگهانی به سرطان پیشرفته مبتلا شد. برخی اطرافیان به علت سرعت پیشرفت بیماری ظن یک حمله بیوتروریستی را مطرح کردند. در پی اعلام وخامت حال وی حسین فریدون از طرف رئیس‌جمهور از وی عیادت کرد. شهیندخت مولاوردی معاون رئیس‌جمهور نیز برای بررسی وضعیت بیماری وی در بیمارستان حاضر شده بود. محمدباقر قالیباف شهردار تهران برای عیادت از وی در بیمارستان حضور یافته بود.

علی دادمان، روز دوشنبه ۷ تیر ۱۳۹۵ بر اثر بیماری سرطان درگذشت. در خصوص مشکوک بودن بیماری دادمان، مدیر بیمارستان خاتم‌الانبیا گفت: «این موضوعات باید به صورت تخصصی و توسط مراجع ذی‌ربط تأیید شود.»
علی شمخانی، دبیر شورای عالی امنیت ملی ایران در حاشیه مجلس ختم او اعلام کرد که مسئله پیگیری و پیشگیری از این نوع حوادث در کمیته‌ای مورد بررسی قرار خواهد گرفت.

## مراسم ختم و واکنش‌ها
درگذشت وی واکنش‌های فراوانی را به دنبال داشت. رهبر جمهوری اسلامی، رئیس‌جمهور و معاون اول او و سه رئیس‌جمهور پیشین، تعدادی از وزرای کنونی و پیشین، فرمانده فعلی و اسبق سپاه پاسداران، رئیس مجلس و بسیاری دیگر از مقام‌های کشوری و لشکری درگذشت علی دادمان را تسلیت گفتند.
در مراسم خاکسپاری و ختم دادمان، چهره‌های سیاسی با گرایش‌های مختلف شرکت داشتند.
مراسم تدفین دادمان با حضور علوی وزیر اطلاعات و محمود حجتی وزیر جهاد و کشاورزی دولت روحانی انجام شد. پیکر او در گلزار شهدای امامزاده علی‌اکبر چیذر تهران به خاک سپرده شده است.
- سید علی خامنه‌ای در پیامی درگذشت وی را به خانواده دادمان تسلیت گفت.[۲۶][۲۷][۲۸]
- حسن روحانی در پیامی درگذشت وی را تسلیت گفت.[۲۹]
- سید حسن هاشمی وزیر بهداشت که پیش از این به عیادت او نیز رفته بود در پیامی درگذشت وی را تسلیت گفت.[۳۰]
- محمدرضا عارف در پی درگذشت علی دادمان در منزل وی حضور یافت.[۳۱]
- سید محسن علوی نماینده لامرد و مهر در پیامی درگذشت وی را تسلیت گفت.[۳۲]
- بیژن نامدار زنگنه وزیر نفت دولت روحانی برای تسلیت در منزل وی حضور یافت.[۳۳]
- مرتضی طلایی عضو شورای شهر تهران در اینستاگرام‌اش خواستار دعا برای بهبود او شده بود.[۳۴]
- عباس آخوندی وزیر راه و شهرسازی برای تسلیت در منزل وی حضور یافت.[۳۵]
- احمد مسجدجامعی وزیر فرهنگ دولت خاتمی و عضو شورای شهر تهران در مطلبی با عنوان «دنیای دلِ دادمان» در خبرآنلاین یاد وی را گرامی داشت.[۳۶]